# 바이올린 소나타 5번 (베토벤)
《바이올린 소나타 5번 바장조, 작품번호 24》는 루트비히 판 베토벤이 지은 바이올린 소나타로, "봄"(혹은 "봄 소나타")이라는 별칭으로 더 잘 알려져 있다. 1801년에 발표되었으며, 베토벤의 후원자인 모리츠 폰 프리스 백작에게 헌정되었다.
"봄"이라는 별칭은 베토벤이 아닌 후세의 사람들이 붙인 것이다. 후세에 붙인 별칭이지만, 밝고 명랑한 곡상은 "봄"이라는 단어가 걸맞다. 베토벤의 걸작에서는 전반적으로 정신적인 고뇌의 자국이 새겨져 있기 마련인데, 이 걸작에서만큼은 예외적으로 밝고 명랑한 곡상이 드리워져 있다.

## 근원
베토벤은 처음에 이 곡을 바이올린 소나타 4번 가단조, 작품 번호 23과 짝을 이루게 할 생각을 갖고 있었다고 한다. 요제프 시게티에 의하면, 두 작품은 조성과 특징, 모두에서 서로를 보완하고 있다. 의도되었던 짝(바이올린 소나타 4번)이 오히려 움켜쥐고 동요하는 감성을 갖고 있는 반면, 이 작품은 더욱 서정적인 품격을 갖추고 있다. 그러나 두 작품은 함께 출판되지 않았으며 작품 번호도 다르다.

## 작곡
작품은 1800년에서 1801년에 걸쳐서 작곡된 것으로 추정된다. 베토벤의 초기 작품에 속하지만, 내용에는 이미 중기의 특징이 나타나 있는 것을 볼 수 있는데, 그것은 하이든이나 모차르트의 영향 아래에서 말끔히 벗어나, 베토벤의 개성이 비로소 모습을 드러내고 있다는 것을 뜻한다. 바이올린과 피아노의 악기적인 균형이 잘 유지된 점, 그리고 내용의 낭만주의 경향이 짙어진 점으로 보면 정열적인 중기로의 첫걸음을 내디뎠음을 헤아려 볼 수 있다. 구성적으로는 3악장 형식에서 4악장 형식으로 발전을 꿰하고 있으며, 전개부에서는 새로운 진척이 엿보인다.

이 작품을 작곡할 당시 베토벤의 창의력은 광적으로 급증했다. 1801년 6월 29일 그는 베겔러에게 보낸 편지에서 이렇게 썼다:
"나는 나의 음표에서만 살고 있습니다. 한 작업은 거의 끝나지 않았고, 다른 작업은 이미 시작되었습니다. 지금 쓰는 방식에서는 종종 세, 네 가지 작업을 동시에 작업하고 있습니다."
그러나 이 기간 동안 베토벤의 청력은 급격히 나빠졌고, 그는 그 사실을 여전히 숨기려고 하고 있었다.

## 출판 및 헌정
첫 세 개의 소나타가 아스트리아 사를 통해 출판되고 나서 2년 후인 1802년 라이벌 회사였던 타르퀴니오 몰로 사는 베토벤의 새로운 소나타 4번과 5번을 출판했다. 이는 베토벤이 1790년대를 통해 그의 숙련으로 독특한 음색을 위해 발전시킨 견고한 고전적 선의로부터의 눈에 띄는 진전을 함께 표시한다.
처음에 소나타 5번은 4번과 함께 작품 번호 23으로서 출판되었다(1801년 10월). 베토벤은 4번과 5번을 음양의 쌍으로 생각하고 있었다. 작품 번호가 23과 24로 구분이 된 것은 불분명한 이유(그것은 두 작품의 상반된 분위기 때문일 수도 있다. 4번 가단조는 어두운 분위기와 격정적인 선율이 특징적인 반면, 5번 바장조는 "봄 소나타"라는 부제처럼 부드럽고 밝은 상반된 분위기를 갖고 있기 때문이다.)로 인해서 "봄 소나타”의 바이올린 파트보가 출판사에 의해 일반적인 세로 형식이 아닌 가로 형식으로 인쇄되었을 때 이루어 진 것으로 추정된다. 다른 형식으로 인쇄가 되었다는 것은 많은 구매자의 희망에 따른 것 일 수 있으므로 두 개의 소나타가 함께 묶일 수 없다는 것을 의미했다. 이에 따라 타크퀴니오 몰로 사는 1802년 초에 두 개의 소나타를 Sonate pour pianoforte avec un violon ("바이올린이 있는 피아노포르테를 위한 소나타")라는 제목으로서 연결되지 않은 작품으로 재출판했으며, 그것들에게 별도의 작품 번호 23과 24를 부여했다.
불쾌하지 않았어야 할 헌정자(모리츠 폰 프리스 백작)에게는 단 한 개가 아닌 두 개의 작품 번호가 바쳐졌다. 프리스 백작은 그의 후원자로, 현악 오중주, 작품번호 29와 교향곡 7번의 헌정자이기도 했다.

## 반응
첫 세 개의 소나타와는 달리 소나타 4번과 5번은 출판과 함께 평론가들로부터 호평을 받았다. 일반음악신문은 그것들을 "베토벤이 쓴 최고의 작품"이라고 묘사했다:

"베토벤이 쓴 최고의 작품 중 하나로 꼽힙니다. 즉, 현재에 쓰여진 최고의 작품 중 하나임을 의미합니다." 

– Allgemeine musikalische Zeitung ("일반음악신문"), 1801년 10월
"베토벤이 쓴 최고의 작품입니다. 즉, 그것들이 가장 잘 쓰여진 작품들 중 하나라는 것입니다. 작곡가의 독창성, 불같고 대담한 정신 … 이제 점점 더 분명해집니다." 

– Allgemeine musikalische Zeitung ("일반음악신문"), 1802년 5월
오늘날 바이올린 소나타 4번 작품 번호 23은 "봄 소나타"(바이올린 소나타 5번 작품 번호 24)의 그늘에 가리워져 있다.

## 영향
이 작품은 베토벤의 다른 바이올린 소나타인 크로이처 소나타, 즉 바이올린 소나타 9번과 함께, 고금의 숱한 바이올린 소나타 중 가장 뛰어난 걸작으로 평가받고 있다.
작곡가 페르디난트 리스(Ferdinand Ries, 1784 ~ 1838)의 바이올린 소나타, "작품 번호 8-1", "작품 번호 16-2", 그리고 "작품 번호 71" 등의 cpo 녹음을 검토하면서 조나단 울프는 이 작품으로부터 "작품 번호 8-1" 소나타가 큰 영감을 받았다고 평했다.
이 작품의 1악장 알레그로는 무대 쇼 페임과 2016년부터 2019년까지 ABRSM의 찰현악기 시험 8급의 강의 시간에 등장했다.

## 악장 구성
이 작품은 네 개의 악장으로 구성되어 있다. 연주 시간은 대략 25분 정도 소요된다.

### 제1악장.알레그로(바장조)
4/4 박자, 소나타 형식, 연주 시간 10분.
피아노 반주를 타고 바이올린이 제1주제를 연주한다. 주제는 10소절로 이루어지며, 순차 진행으로 하강한 후 도약을 포함한 음형이 3번 반복되어 활짝 달아오르고 끝나는 매우 아름다운 선율이다. 그 선율이 피아노로 반복된 후, 추이가 되어 제2주제가 이끌리는데, 그것은 제1주제와 대비해서 화음 연타에 의한 것이다. 코데타는 연타에 의한 동기의 모방과 음계에 의한 것으로 이루어진다. 전개부는 제2주제가 사용되고,  재현부는 제시부와는 다르게, 제1주제가 바이올린을 타고 피아노가 먼저 연주된다.

### 제2악장.아다지오몰토 에스프레시보 (내림나장조)
3/4 박자, 세도막 형식(또는 변주곡), 연주 시간 6분.
분산 화음 반주에 맞춰 아름다운 선율이 피아노, 바이올린 순으로 노래된다. 추이부 후 주제가 재현될 때 그것은 장식적인 변주나 전조 등으로 채색된다.

### 제3악장.스케르초.알레그로몰토 — 트리오 (바장조)
3/4 박자, 연주 시간 2분.
음계가 오르락내리락 하는 주부와 급속한 트리오로 구성된 짧은 악장이다.

### 제4악장.론도.알레그로마 논 트로포 (바장조)
2/2 박자, 론도, 연주 시간 7분.
A-B-A-C-A-B-A-코다의 구조를 가진다. 가벼운 A의 주제는, 동음이 3회 연타되는 인상을 준다. 두 부분으로 이루어지며, 다단조에 음울한 여러 가지 요소를 가진 B와, 셋잇단음표와 당김음의 리듬을 수반하는 라단조의 C를 거쳐 A의 주제가 라장조로 재현되면 더욱 아름답게 변주되어, 기쁨에 찬 채로 곡이 끝나게 된다.

## 같이 보기
- 베토벤의 바이올린 소나타

## 참고 문헌
- CD 박스 세트 베토벤, 슈만, 브람스-바이올린 소나타와 함께 제공되는 소책자. 도이치 그라모폰 프로덕션 (유니버설), 2003.
- Harenberg 문화 가이드 실내악. Brockhaus, Mannheim 2008, ISBN 978-3-411-07093-0
- Jürgen Heidrich: 바이올린 소나타에서 : 베토벤 설명서. Bärenreiter, Kassel 2009, ISBN 978-3476021533. 466-475 쪽.
- “바이올린과 피아노를 위한 소나타 5번 설명”. 《Allmusic》 (영어). 2020년 12월 27일에 확인함.